# Oswald Jaeggi
Oswald Albin Jaeggi (* 3. Januar 1913 in Basel; † 25. April 1963 in Glarus) war ein Schweizer Geistlicher, Komponist und Kirchenmusiker.

## Leben
Seine Eltern waren Oskar und Luise Jaeggi, geb. Allemann. Jaeggi trat, nach seiner Ausbildung in Basel, 1932 ins Kloster Einsiedeln ein. Nach seiner Priesterweihe 1937 begann er in Rom das Studium am Pontifico Istituto di Musica Sacra. Er promovierte 1948. Jaeggi wirkte als Stiftskapellmeister und unterrichtete an der Stiftsschule in Einsiedeln. 1950 ging er in die Abtei Muri-Gries im Bozener Stadtteil Gries-Quirein. Dort war er als Kapellmeister und Organist tätig, gründete einen Kammerchor sowie eine kirchenmusikalische Studienbibliothek. Ab 1960 zeichnete er für das kirchenmusikalische Programm des Rundfunks in Südtirol verantwortlich.
Jaeggi komponierte hauptsächlich geistliche Musik. Dabei schrieb er Werke sowohl für Chöre und Orgel als auch Kammer- und Blasmusik. Seine Werke orientieren sich großteils gezielt an den Bedürfnissen der Liturgie.